# Diocesi di Precausa
La diocesi di Precausa (in latino Dioecesis Praecausensis) è una sede soppressa e sede titolare della Chiesa cattolica.

## Storia
Precausa, nell'odierna Tunisia, è un'antica sede episcopale della provincia romana di Bizacena.
Unico vescovo conosciuto di questa diocesi africana è Adeodato, il cui nome figura al 51º posto nella lista dei vescovi della Bizacena convocati a Cartagine dal re vandalo Unerico nel 484; Adeodato, come tutti gli altri vescovi cattolici africani, fu condannato all'esilio.
Dal 1933 Precausa è annoverata tra le sedi vescovili titolari della Chiesa cattolica; dal 6 aprile 1989 il vescovo titolare è Józef Wysocki, già vescovo ausiliare di Elbląg.

## Cronotassi

### Vescovi
- Adeodato † (menzionato nel 484)

### Vescovi titolari
- Manuel de Medeiros Guerreiro † (30 novembre 1966 - 27 gennaio 1971 dimesso)
- Rosalio José Castillo Lara, S.D.B. † (26 marzo 1973 - 25 maggio 1985 nominato cardinale diacono di Nostra Signora di Coromoto in San Giovanni di Dio)
- Joseph John Gerry, O.S.B. † (4 febbraio 1986 - 27 dicembre 1988 nominato vescovo di Portland)
- Józef Wysocki, dal 6 aprile 1989